# Zusammenbau
Zusammenbau ist ein technischer Begriff aus der Konstruktion und aus der industriellen Fertigungstechnik, der in zwei Bedeutungen verwendet wird.

## Zusammenbau als Fertigungsprozess
- Das Ergebnis eines Montagevorganges kann eine komplett zusammengebaute, zum Lackieren oder Transport vorbereitete Maschine oder eine transportable Baugruppe sein,
- Der Prozess des Zusammenfügens mehrerer Komponenten: Dazu zählt die Ausrichtung und Montage, aber auch das Zusammensetzen mehrerer Komponenten eines zerlegbaren technischen Gerätes zum Gesamtgerät.

Ein Zusammenbau entsteht durch Montage von Bauteilen, Baugruppen oder Komponenten durch Fertigungsverfahren wie zum Beispiel durch das Fügen.
Durch Schweißen miteinander verbundene Teile werden auch als Schweißbaugruppe bezeichnet, weil diese nicht ohne weiteres zerstörungsfrei zerlegt werden können.
Die Reihenfolge, die Art und Weise sowie der zeitliche Ablauf der Montage werden bei Serienfertigung in der Regel durch eine vorher festgelegte Technologie bestimmt.

## Zusammenbau im Konstruktionsprozess
Um die Zusammenhänge zwischen den verschiedenen Komponenten eines Zusammenbaus visuell darzustellen, reicht die technische Zeichnung der einzelnen Komponenten nicht aus. Dafür eignet sich vielmehr eine Explosionszeichnung, auf der die Abhängigkeiten zwischen den Komponenten zeichnerisch dargestellt wird. Diese wird u. a. zur Arbeitsplanung der Montageschritte oder im Kundendienst für die Wartung und Reparatur eines Gerätes genutzt. Sie dient vor allem auch zum Aufbau von Stücklisten, wobei zusätzliche Informationen wie die Montagereihenfolge oder die Drehmomente auf der Zeichnung mit angegeben sein können.
Ein Zusammenbau wird häufig auch kurz als ZSB bezeichnet, manchmal wird auch die Bezeichnung Anordnung (Abkürzung: 'AO') verwendet.
Als Zusammenstellung wird dagegen eine Menge von Komponenten bezeichnet, die zwar technisch und konstruktiv zusammengehören, aber fertigungstechnisch keine Einheit bilden, z. B. ein Schließsatz (Schließanlage) für ein Fahrzeug.